# Râu Mic, Hunedoara
Râu Mic, mai demult Vaideii de Munte, (în maghiară Vajdej, în germană Wajwoden, în trad. "Voievozi") este un sat în comuna Sălașu de Sus din județul Hunedoara, Transilvania, România.
Satul se învecinează cu Râu Alb, Paroș, Coroiești, Șerel. Cu două dintre acestea se leagă prin drumuri neasfaltate. 
Este un sat mic, bogat în populație. Oamenii din acest sat sunt foarte gospodari, cresc animale, au pământ. O gospodărie are: două case (separate), o șură, un grajd, un șopru sau mai multe, o bucătărie (unele au chiar și bucătarii de vară), o baie, gradină mare, curte mare și animale: vaci, oi, cai, capre, găini, curci, rațe, păuni, porci.                    

## Imagini

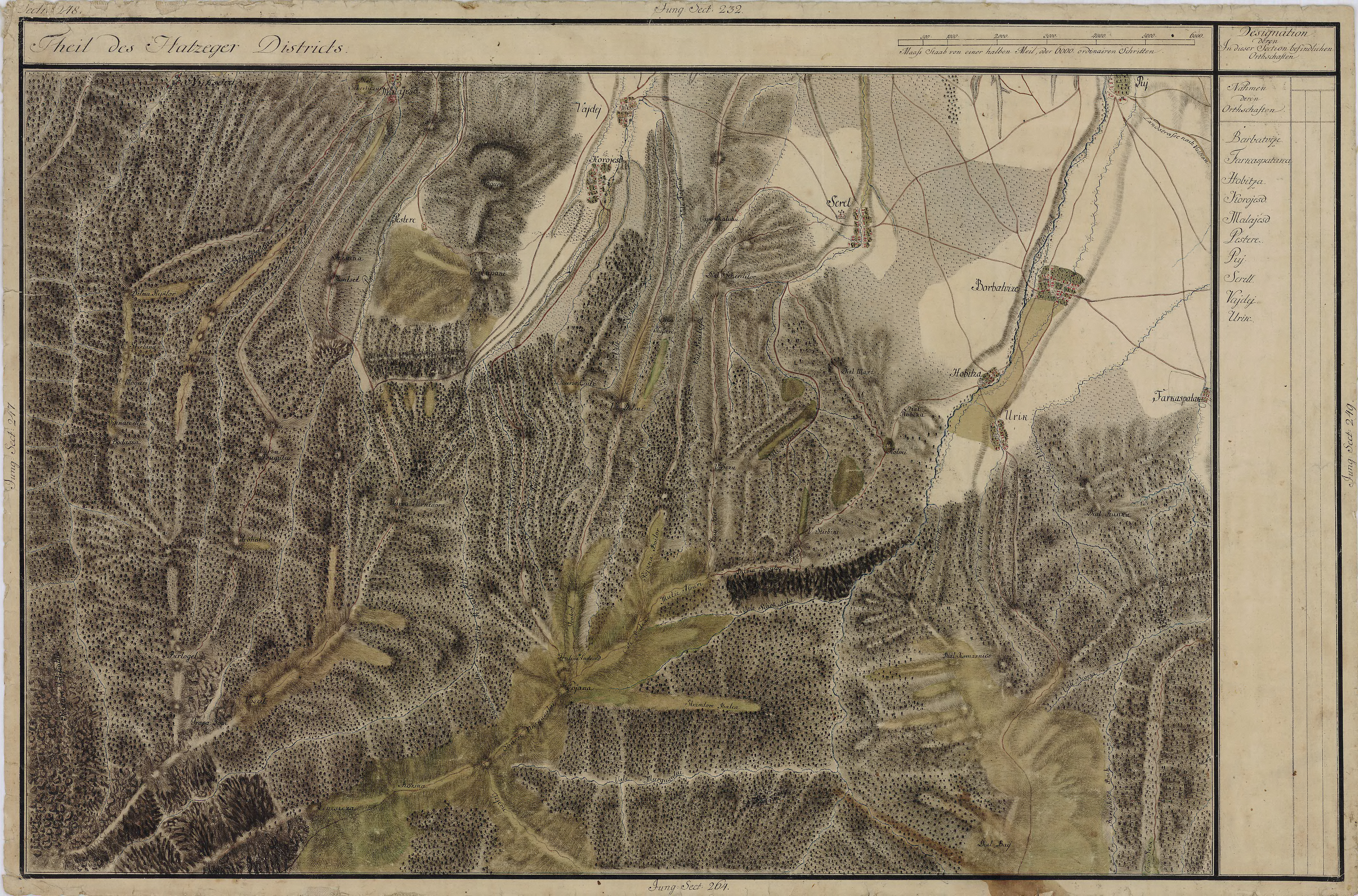
Râu Mic în Harta Iosefină a Transilvaniei, 1769-1773